# Georges Johin
Georges Édouard Johin (Franciaország, Párizs, 1877. július 31. – Franciaország, Yvelines, Tessancourt-sur-Aubette, 1955. december 6.) francia olimpiai bajnok és ezüstérmes croquetjátékos.
Croquet (krokett) egyetlenegyszer volt a nyári olimpiákon, mégpedig az 1900. évi nyári olimpiai játékokon.
Egylabdás egyéniben könnyen tovább jutott az első és második körből, ám a döntőben alul maradt Gaston Aumoitte-tel szemben. Párosban viszont pont az ő oldalán lett olimpiai bajnok, igaz csak ők ketten indultak vagyis nem volt kihívójuk.